# هنري إم. تومسون
هنري إم. تومسون هو شخصية أعمال وسياسي أمريكي، (و. 1861  م). نشط حزبياً في الحزب الجمهوري. وقد انتخب عضو جمعية ولاية ويسكونسن ‏.